# Dawit Gotschajewitsch Tschakwetadse

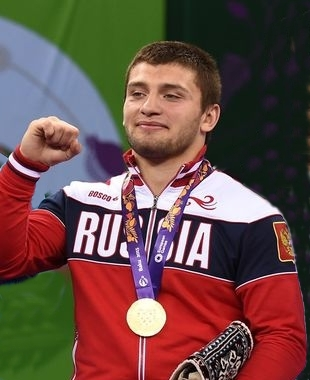
Dawit Tschakwetadse, 2015

Dawit Gotschajewitsch Tschakwetadse (russisch Давит Гочаевич Чакветадзе; georgisch დავით ჩაკვეტაძე; * 18. Oktober 1992 in Kutaisi, Prov. Imereti, Georgien) ist ein russischer Ringer georgischer Abstammung. Er wurde 2016 Olympiasieger im griechisch-römischen Stil in der Gewichtsklasse bis 85 kg Körpergewicht.

## Werdegang
Dawit Tschakwetadse begann als Jugendlicher in Georgien mit dem Ringen. Er konzentriert sich dabei auf den griechisch-römischen Stil. Der kräftige 1,85 Meter große Athlet startet in der Gewichtsklasse bis 85 kg Körpergewicht. Sein erster Trainer war Lewan Kesewadse.
International startete er zunächst für Georgien. 2009 belegte er bei der Junioren-Europameisterschaft (Cadets) in Zrenjanin in der Gewichtsklasse bis 85 kg hinter Serkan Aydemir aus der Türkei den 2. Platz. 2011 belegte er bei der Junioren-Europameisterschaft (Juniors), die wieder in Zrenjanin stattfand, in der Gewichtsklasse bis 84 kg den 5. Platz. 
Danach wechselte Dawit Tschakwetadse zum russischen Ringer-Verband. Er startet nunmehr für MGFSO Moskau und wird von Gogi Koguaschwili und E.K. Sadichanow trainiert. 2015 wurde er russischer Meister in seiner Gewichtsklasse und qualifizierte sich damit für einen Start bei den 1. Europa-Spielen in Baku. Dort siegte er über Amer Hrustanovic, Österreich, Ramsin Azizsir, Deutschland, Nenad Žugaj, Kroatien und Schan Belenjuk, Belarus und wurde damit Europameister. Er wurde im September 2015 auch bei der Weltmeisterschaft in Las Vegas eingesetzt. Nach Siegen über Maksim Manukjan, Armenien und Dorin Constantin Pirvan aus Rumänien verlor er im Viertelfinale allerdings gegen Saman Ahmed Tahmasebi aus Aserbaidschan. Da Tahmasebi anschließend das Finale nicht erreichte, schied Dawit Tschakwetadse aus und kam nur auf den 10. Platz.
2016 wurde er wieder russischer Meister in der Gewichtsklasse bis 85 kg vor Altmeister Alexei Mischin. Er wurde dann auch bei den Olympischen Spielen in Rio de Janeiro an den Start gebracht. In Rio war er in Höchstform und wurde mit Siegen über Saman Ahmed Tahmasebi, Habibollah Akhlaghi, Iran, Denis Kudla, Deutschland, Viktor Lőrincz, Ungarn und Schan Belenjuk Olympiasieger.
Im Januar 2017 siegte Dawit Tschakwetadse auch beim gut besetzten „Iwan-Poddubny“-Memorial in Moskau vor Robert Kobliaschwili, Georgien. Bei der Europameisterschaft 2017 in Novi Sad schied er aber überraschenderweise schon in der ersten Runde nach einer Niederlage gegen Dejan Franjkovic aus Serbien aus und kam nur auf den 11. Platz. Bei der Weltmeisterschaft 2017 in Paris war er in besserer Form und besiegte Ahmed Mohamed Ibrahim Othman Saad, Ägypten, Kristoffer Zakarias Berg, Schweden und Asamat Kustubajew aus Kasachstan. In seinem Halbfinalkampf gegen Metehan Başar aus der Türkei war er allerdings durch eine Knieverletzung gehandicapt. Er verlor diesen Kampf mit 2:4 Punkten. Auf Grund dieser Verletzung konnte er zum Kampf um eine der Bronzemedaillen gegen Robert Kobliaschwili nicht antreten und kam so auf den 5. Platz.
Im August 2018 belegte Dawit Tschakwetadse bei der Russischen Meisterschaft in der Gewichtsklasse bis 87 kg hinter Bechan Osdojew den 2. Platz. Bei der Europameisterschaft und bei der Weltmeisterschaft dieses Jahres wurde er aber nicht eingesetzt. Er siegte aber in Aufbauturnieren in Sassari und Kragujevac.
Bei der bereits am 19. Januar 2019 stattgefundenen russischen Meisterschaft holte er sich den dritten russischen Meistertitel. Er siegte vor Sosruko Kodzokow und Bechan Osdojew.

## Internationale Erfolge
| Jahr | Platz | Wettbewerb                                            | Gewichtsklasse | Ergebnisse |
| ---- | ----- | ----------------------------------------------------- | -------------- | --- |
| 2009 | 2.    | Junioren-EM (Cadets) in Zrenjanin                     | bis 85 kg      | hinter Serkan Aydemir, Türkei |
| 2011 | 5.    | Junioren-EM (Juniors) in Zrenjanin                    | bis 84 kg      | Sieger: Schan Belenjuk, Belarus vor Ramsin Azizsir, Deutschland |
| 2013 | 2.    | „Oleg-Karawajew“-Memorial in Minsk                    | bis 84 kg      | hinter Asamat Bikbajew, Russland, vor Jawid Gamsatow, Belarus und Wladimir Gegeschidse, Georgien |
| 2015 | 1.    | 1. Europäische Spiele in Baku                         | bis 85 kg      | nach Siegen über Amer Hrustanovic, Österreich, Ramsin Azizsir, Nenad Zugaj, Kroatien und Schan Belenjuk                                                                                               |
| 2015 | 10.   | WM in Las Vegas                                       | bis 85 kg      | nach Siegen über Maksim Manukjan, Armenien und Dorin Constantin Pirvan, Rumänien und einer Niederlage gegen Saman Ahmed Tahmasebi, Aserbaidschan                                                      |
| 2016 | Gold  | OS in Rio de Janeiro                                  | bis 85 kg      | nach Siegen über Saman Ahmed Tahmasebi, Habibollah Akhlaghi, Iran, Denis Kudla, Deutschland, Viktor Lőrincz, Ungarn und Schan Belenjuk                                                                |
| 2017 | 1.    | „Iwan-Poddubny“-Memorial in Moskau                    | bis 85 kg      | vor Robert Kobliaschwili, Georgien, Ruslan Yusupow und Ewgeni Salejew, beide Russland |
| 2017 | 11.   | EM in Novi Sad                                        | bis 85 kg      | nach einer Niederlage gegen Dejan Franjkovic, Serbien |
| 2017 | 2.    | "Wladyslaw-Pytlasinski"-Turnier in Warschau           | bis 85 kg      | hinter Viktor Lőrincz, vor Asamat Kustubajew, Kasachstan und Robert Kobliaschwili |
| 2017 | 5.    | WM in Paris                                           | bis 85 kg      | nach Siegen über Ahmed Mohamed Ibrahim Othman Saad, Ägypten, Kristoffer Zakarias Berg, Schweden und Asamat Kustubajew und Niederlagen gegen Metehan Başar, Türkei und Robert Kobliaschwili (kampflos) |
| 2018 | 1.    | City of Sassari Tournament                            | bis 87 kg      | vor Wlas Dubrowin, Russland und Fabio Parisi, Italien |
| 2018 | 1.    | "Ljubomir Ivanovic Gedza"-International in Kragujevac | bis 87 kg      | vor Dariusz Vitek und bertalan Papp, beide Ungarn und Nikolai Dobrew, Serbien |

## Russische Meisterschaften
| Jahr | Platz | Gewichtsklasse | Ergebnisse                                                   |
| ---- | ----- | -------------- | ------------------------------------------------------------ |
| 2015 | 1.    | bis 85 kg      | vor Alexej Mischin                                           |
| 2016 | 1.    | bis 85 kg      | vor Alexej Mischin, Asamat Bikbajew und Sosruko Kodzokow     |
| 2018 | 2.    | bis 87 kg      | hinter Bechan Osdojew, vor Ilja Nikiforow und Gamsat Jusupow |
| 2019 | 1.    | bis 87 kg      | vor Sasruko Kodzokow, Bechan Osdojew und Alan Ostajew        |

Erläuterungen:
- alle Wettkämpfe im griechisch-römischen Stil
- OS = Olympische Spiele, WM = Weltmeisterschaft, EM = Europameisterschaft